# Claudia Galán
Claudia Galán (Badajoz, 24 de marzo de 1993) es una actriz, bailarina y modelo española, más conocida por interpretar el papel de Julieta Uriarte en la telenovela El secreto de Puente Viejo.

## Biografía
Claudia Galán nació el 24 de marzo de 1993 en Badajoz (España), y además de la actuación también se dedica al teatro y la danza.

## Carrera

### Educación
Claudia Galán completó su formación en danza contemporánea en la escuela oficial de María Montero de Espinosa. Posteriormente se formó en bailes latinos, modernos y de salón en la escuela de baile Sentimiento. De 2008 a 2010 bailó en la compañía de danza Feel the fusion, mientras que en 2010 y 2011 siguió clases de actuación impartidas por Jaime Bartolomé. En 2011 y 2012 siguió la expresión corporal para actores con Arnold Taraborelli y siguió las lecciones de teatro impartidas por William Layton.
De 2012 a 2016 estudió actuación en la RESAD, y al finalizar sus estudios obtuvo el diplomado. En 2015 siguió un curso de interpretación con Tonucha Vidal y Javier Luna, mientras que en 2016 siguió las clases de Jaime Chávarri y Mariano Barroso. En 2020 se formó en actuación con Juan Codina y posteriormente con Lorena García en el Centro del Actor. Al año siguiente, en 2021, siguió las lecciones de Juan Codina y Lorena García de las Bayonas.

### Carrera de actuación
De 2017 a 2019 fue elegida para interpretar el papel de Julieta Uriarte en la telenovela emitida por Antena 3 El secreto de Puente Viejo y donde actuó junto a actores como María Bouzas, Ramón Ibarra, Mario Zorrilla, Rubén Bernal, José Milán, Trinidad Iglesias, Iván Montes y Paula Ballesteros. En 2019 y 2020 se unió al elenco de la serie de Netflix Alta mar, en la que interpretó el papel de Chantal Vázquez y donde protagonizó junto a actores como Ivana Baquero, Jon Kortajarena, Alejandra Onieva y Eloy Azorín. En 2021 interpretó el papel de Julia en la película Fuimos canciones dirigida por Juana Macías. En 2023 interpretó el papel de Alicia Garrido Luque en la tercera temporada de la serie emitida en La 1 La caza, titulada La caza. Guadiana y donde coprotagonizó junto a la actriz Megan Montaner.

## Filmografía

### Cine
| Año  | Título           | Personaje | Director     |
| ---- | ---------------- | --------- | ------------ |
| 2021 | Fuimos canciones | Julia     | Juana Macías |

### Televisión
| Año         | Título                     | Personaje            | Cadena               | Notas         |
| ----------- | -------------------------- | -------------------- | -------------------- | ------------- |
| 2017 - 2019 | El secreto de Puente Viejo | Julieta Uriarte      | Antena 3             | 445 episodios |
| 2020        | Alta mar                   | Chantal Vázquez      | Netflix              | 6 episodios   |
| 2023        | La caza. Guadiana          | Alicia Garrido Luque | La 1                 | 8 episodios   |
| 2023        | Mía es la venganza         | Marta Moreno         | Telecinco / Divinity | 3 episodios   |

## Teatro
| Año  | Título                                 | Autor                                           | Director           | Teatro                         |
| ---- | -------------------------------------- | ----------------------------------------------- | ------------------ | ------------------------------ |
| 2011 | Central park west                      | Woody Allen                                     | Sol López          | Sala de teatro Bululú          |
| 2012 | La enfermedad de la Juventud           | Ferdinand Bruckner                              |                    | Teatro Victoria                |
| 2012 | Dani y Roberta                         | J. Patrick Shanley                              | Carlos Silveira    | Teatro Victoria                |
| 2013 | El chico de oro                        | Clifford Odets                                  | Mariano Gracia     |                                |
| 2013 | La casa de Bernarda Alba               | Federico García Lorca                           | Mariano Gracia     |                                |
| 2013 | Don Perlimplín con Belisa en su jardín | Federico García Lorca                           | Mariano Gracia     | RESAD                          |
| 2014 | Naomi en la sala de estar              |                                                 | Mariano Gracia     |                                |
| 2014 | Las razas                              | Ferdinand Bruckner                              | Mariano Gracia     |                                |
| 2015 | En la calle Greifswalder               |                                                 | Mariano Gracia     |                                |
| 2015 | #Lodelmono                             | Javier Sahuquillo                               | Festival Frinje    |                                |
| 2015 | Compañía Nacional de Comedia Cómica    |                                                 |                    |                                |
| 2016 | Snake in friige                        | Mariano Gracia                                  |                    |                                |
| 2016 | El zoo de cristal                      | Paz Pérez                                       | RESAD              |                                |
| 2016 | Un dios salvaje                        | Jasmina Reza                                    | RESAD              | Darío Hoyos                    |
| 2016 | Extremidades                           | William Mastrosimone                            | RESAD              | Paz Pérez                      |
| 2019 | Torpes y deslavazadas                  | Pedro Cantalejo tras los pasos de Lope de Rueda | Javier Carramiñana | Festival de Clásicos de Alcalá |